# مادلين بلانشت
مادلين بلانشت هي طبيبة كندية، ولدت في 26 أبريل 1934 في مدينة كيبك في كندا.